# Stenomys arrogans
Il ratto montano della Nuova Guinea occidentale (Stenomys arrogans  Thomas, 1922) è un roditore della famiglia dei Muridi endemico della Nuova Guinea.

## Descrizione
Roditore di piccole dimensioni, con la lunghezza della testa e del corpo tra 111 e 146 mm, la lunghezza della coda tra 90 e 135 mm, la lunghezza del piede tra 25 e 30 mm.

La pelliccia è molto lunga e soffice. Il colore delle parti superiori varia dal bruno-grigiastro al nerastro in alcuni individui. Le parti inferiori sono grigio scuro, con la base dei peli bruno-nerastra e leggermente cosparse di peli marrone chiaro. La coda è più lunga della testa e del corpo ed ha 14-16 anelli di scaglie per centimetro.

## Biologia

### Comportamento
È una specie terricola.

## Distribuzione e habitat
Questa specie è diffusa nella parte centrale e occidentale della cordigliera centrale della Nuova Guinea.
Vive nelle foreste muschiose montane tra 2.200 e 4.100 metri di altitudine.

## Conservazione
La IUCN Red List, considerato il vasto areale, la popolazione numerosa e la mancanza di reali minacce, classifica S.arrogans come specie a rischio minimo (Least Concern).